# Boris Vladimirovitsj van Rusland

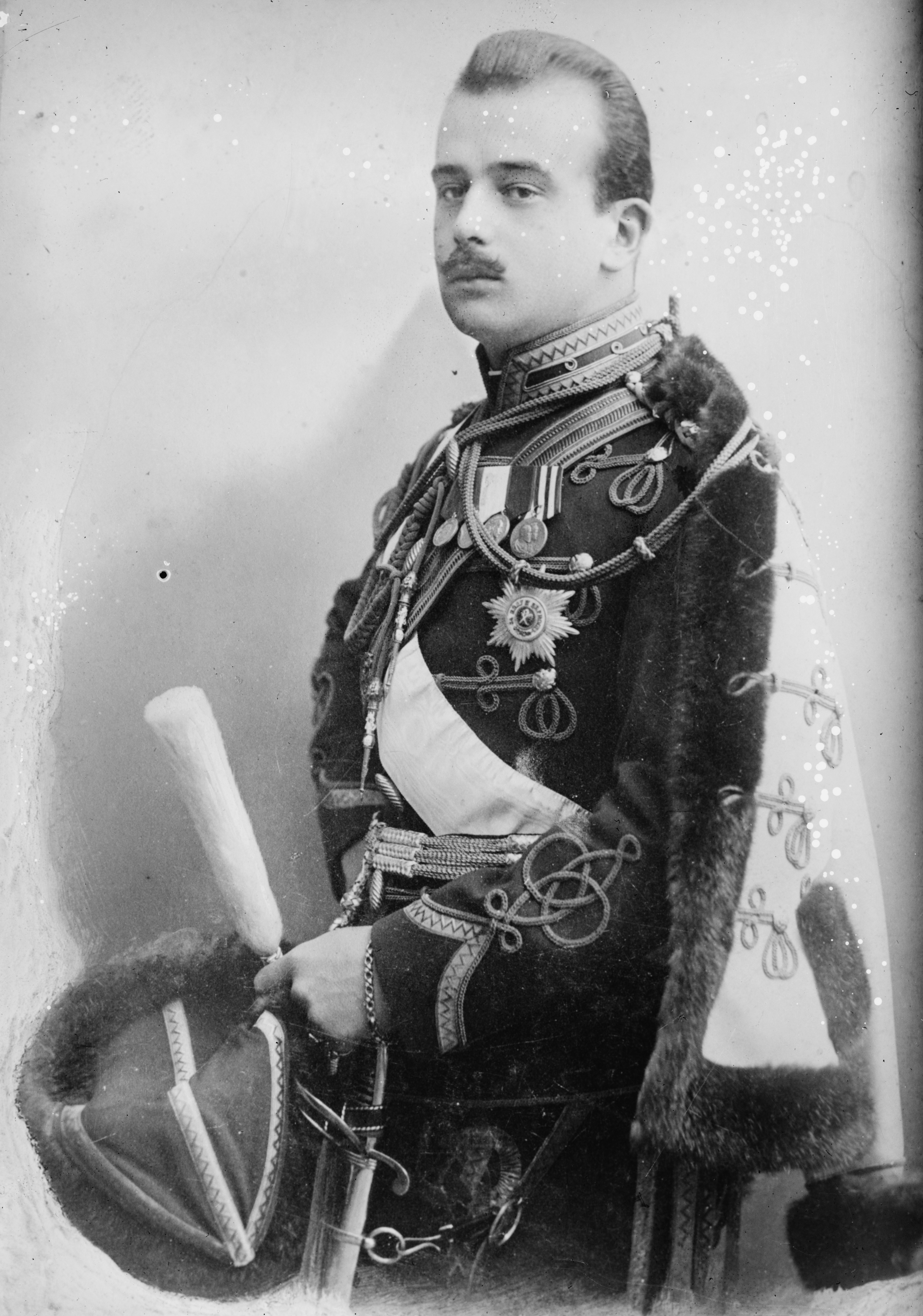
Boris Vladimirovitsj van Rusland

Boris Vladimirovitsj Romanov (Russisch: Борис Владимирович Романов) (Sint-Petersburg, 24 november 1877 – Parijs, 9 november 1943), grootvorst van Rusland, was de derde zoon van Marie van Mecklenburg-Schwerin en Vladimir Aleksandrovitsj van Rusland, het vijfde kind van tsaar Alexander II. Hij was generaal-majoor in het Russische leger.
Op 12 juli 1919 werd te Genua een morganatisch huwelijk tussen hem en de gescheiden Zinaida Sergejevitsj Rachevskya (1898 – 1963) gesloten. Na zijn dood hertrouwde Zinaida op 28 maart 1946 in New York met Constantijn Djanumov.